# 少尉增二
天龍座4，又名BD+70 700，HD 108907、SAO 15816、HR 4765，是天龍座的一颗恒星，视星等为4.95，位于銀經125.75，銀緯47.81，其B1900.0坐标为赤經12h 25m 43.8s，赤緯+69° 47.81′ 19″。